# Limbo Messiah
Limbo Messiah ist das fünfte Studioalbum der Beatsteaks. Es erschien am 30. März 2007 als Deluxe Edition inklusive der DVD Demons Galore und als „normale“ Albumversion. Das Album stieg direkt auf den dritten Platz in die deutschen Albumcharts ein und brachte der Band ihre bis dato höchste Platzierung in den Musikcharts.

## Entstehung
Sänger Arnim Teutoburg-Weiß sagte in einem Interview kurz nach Veröffentlichung des Albums, dass der lange Zeitabstand von drei Jahren zwischen Smack Smash und der neuen Platte nicht im Sinne der Band war. Die Arbeiten an der Ende 2005 erschienenen DVD B-Seite, die die Band persönlich gestaltete, hätten aber Unmengen an Zeit in Anspruch genommen und zu der Verzögerung geführt. Limbo Messiah wurde wie der Vorgänger live eingespielt und von Moses Schneider produziert, allerdings zu einem Großteil in Hamburg, da das von der Band favorisierte Studio in Berlin besetzt war.
Zur Wahl des Album-Titels sagt Schlagzeuger Thomas Götz: „Wir dachten immer Limbo Messiah, das klingt doch lustig. Und nach und nach entdeckten wir immer mehr Bedeutungen, weil Limbo ja ganz unterschiedliche Sachen bedeuten kann: Zum einen der Tanz Limbo, dann ist Limbo auch eine Computersprache, und nicht zuletzt wird auch der erste Vorhof zur Hölle, wo die Kinder mit Langeweile gestraft werden, als Limbo bezeichnet. Da dachten wir einfach, passt doch alles super, klingt toll, klingt lustig.“

## Stil
Insgesamt ist der Sound auf Limbo Messiah etwas düsterer als auf dem Vorgänger Smack Smash, jedoch auch abwechslungsreicher. Einige Lieder, beispielsweise Sharp, Cool & Collected oder Demons Galore, sind von schnellem, aggressiven Punkrock geprägt, es findet sich jedoch mit Cut Off the Top auch ein Offbeat-lastiger Track und mit She Was Great ein von Arnim Teutoburg-Weiß im Falsett-Stil gesungenes Lied. Arnim Teutoburg-Weiß selbst sagt über das Album: „Es ist nicht so ein sonniges Album wie Smack Smash, es ist eindeutig aggressiver, fast schon zickig manchmal. So etwas haben wir in unserem Kosmos zuvor noch nicht gemacht.“
Wie bei Smack Smash übernehmen auch andere Bandmitglieder einige Gesangsparts. So singt Schlagzeuger Thomas Götz den Refrain der Single Jane Became Insane und Gitarrist Peter Baumann die Strophen des Songs E-G-O.

## Singles
Die erste, am 9. März 2007 erschienene, Single des Albums war Jane Became Insane. Das dazugehörige Video landete, wie auch schon die Musikvideos der Singles von Smack Smash, auf den vorderen Rängen der MTV TRL Charts und erreichte schließlich das Goldene Tape für das fünfzehnmalige Erreichen des Spitzenplatzes. Die zweite Single, Cut Off the Top, ist am 29. Juni 2007 erschienen. Die Single Demons Galore wurde am 5. Oktober 2007 in Form einer EP auf den Markt gebracht. Die letzte Single des Albums wurde Meantime.

## Titelliste
1. As I Please – 2:35
2. Jane Became Insane – 2:45
3. Sharp, Cool & Collected – 2:12
4. Meantime – 2:30
5. Demons Galore – 2:51
6. Cut Off the Top – 3:13
7. Bad Brain – 2:38
8. She Was Great – 2:46
9. Soljanka – 3:54
10. Hail to the Freaks – 3:13
11. E-G-O – 2:43